# Papanasam
Papanasam es una ciudad y nagar Panchayat situada en el distrito de Thanjavur en el estado de Tamil Nadu (India). Su población es de 17548  habitantes (2011). Se encuentra a 22 km de Thanjavur y a 14 km de Kumbakonam.

## Demografía
Según el censo de 2011 la población de Papanasam era de 17548 habitantes, de los cuales 8628 eran hombres y 8920 eran mujeres. Papanasam tiene una tasa media de alfabetización del 89,19%, superior a la media estatal del 80,09%: la alfabetización masculina es del 93,79%, y la alfabetización femenina del 84,82%.